# エドゥアルト・レメーニ

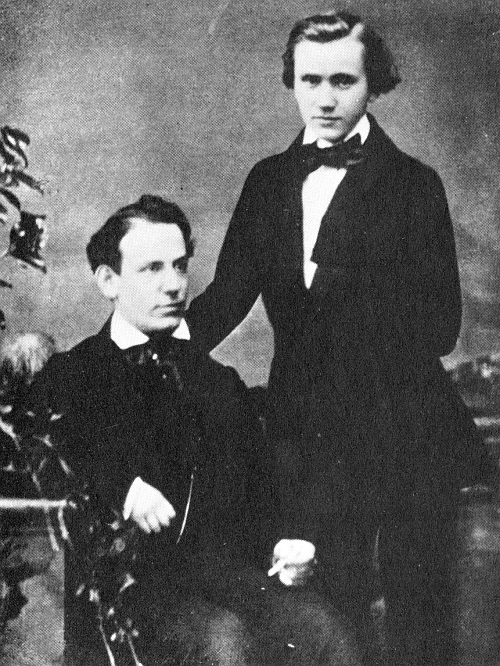
エドゥアルト・レメーニ（左）とヨハネス・ブラームス（1852/53年撮影）

エドゥアルト・レメーニ（Eduard Remenyi または Reményi Ede, もとの姓はホフマン (Hoffmann), 1830年1月17日　ミシュコルツ - 1898年5月15日　サンフランシスコ）は、ハンガリー出身のユダヤ系ヴァイオリニスト。
ブラームスの青春時代に演奏旅行をともに行なったこと、ブラームスに同郷のヨーゼフ・ヨアヒムを引き合わせたこと、さらにはブラームスの《ハンガリー舞曲》をめぐって盗作の疑いで訴えたこと（結果は敗訴）などで、ドイツ・オーストリアの音楽史に名を残した。兄のレメーニ・アンタル（Reményi Antal ）は旅行家・作家。

## 生涯
1842年から1845年までウィーン音楽院に学ぶ。同時期の学友としてはヨーゼフ・ヨアヒム、ヨーゼフ・ヘルメスベルガー1世らがいる。1846年のハンガリー革命に加わった疑いでオーストリア帝国から追放にされ、渡米して5年のあいだ放浪の楽師として過ごす。1853年にヨーロッパに戻り、一時期ヴァイマルを訪れ、フランツ・リストの好意によって指導を受ける。1854年にヴィクトリア女王お抱えのヴァイオリニストとなる。1860年に大赦によってハンガリーに戻り、その後にオーストリア皇帝フランツ・ヨーゼフのお抱えヴァイオリニストになる。1865年にヨーロッパ各地で演奏旅行。1871年から1877年にパリに過ごし、それから2年後にロンドンに渡り、さらに北米と中米でも演奏旅行を続けた。1886年に世界一周の演奏旅行に着手、喜望峰を越えてアジアに渡り、インドシナ半島や中国、日本でも活動したと伝えられる（日本については後述）。
ショパンのワルツやポロネーズ、マズルカのほか、シューベルトのピアノ曲やバッハの鍵盤楽曲をヴァイオリン用に編曲し、《ヴァイオリンの新しい教程》と題した曲集の中で公表した。自作のヴァイオリン協奏曲を残している。
ミシュコルツ市はレメーニ・エデ音楽賞 Reményi Ede zenei díj を設けている（Holiday of the City of Miskolc 参照）。

## レメーニと日本
レメーニは1886年7月に伴奏ピアニストのイジドア・ラックストーン（Isidore Luckstone）、ソプラノ歌手ルイーザ・マルケッティ（Luisa Marchetti）、そのメイドとともに来日。まず神戸の居留地にあった劇場で2公演を行い（日本人の観客はゼロだった）、その後横浜に向い、8月に居留地で5公演開いた一方で、8月10日には昼に明治天皇ほかの御前演奏、夜には鹿鳴館で演奏会を開いた。御前演奏には、明治天皇のほか昭憲皇太后や、小松宮彰仁親王と有栖川宮熾仁親王の御一家などが出席した。なお、この演奏会が昭憲皇太后以下の女性皇族が宮中で初めて洋装を着用した場となった。
レメーニがこの来日でどのような曲を演奏したか、日本の新聞は全く伝えていない。当時の一般的な日本人の、西洋音楽に対する知識のなさのあらわれでもある。現に、当時の東京日日新聞（8月12日付）ではレメーニに関して「中年を越えたる年輩にして頭は半禿げ眼光鋭くして一見して其技芸の達人たる容貌を備へたり」、「絶技のワイオリン（ヴァイオリン）を奏したるに序破急の調子の妙なる聴くものをして茫然たらしむに及へり」など、容貌や演奏スタイルに関しては書かれているものの、演奏曲目は一切書かれていない。曲目に関しては、横浜で発行されていた英字新聞によると、横浜の演奏会ではクロイツェル・ソナタ、パガニーニのカプリス、レメーニ編曲による小品などが演奏されたようである。また、8月11日に行われた日本での最後の演奏会では、演奏中に按摩師の笛の音が演奏会場に聞こえてくるハプニングがあり、レメーニはこれに激怒して演奏を一時中断し、音が聞こえてきた方を睨みつけていたという。
2002年(平成14年)7月に明仁天皇と美智子皇后がハンガリーを訪問したさいの晩餐会の席での天皇のあいさつにも1886年の「レメーニの御前演奏」について触れられているが、様子について「曲目については明記されていませんが，当時の記録から5曲が演奏されたことが分かっております」としている。